# Contea di Hoxud
La contea di Hoxud (和硕县S) è una contea della Cina, situata nella regione autonoma di Xinjiang e amministrata dalla prefettura autonoma mongola di Bayin'gholin.